# 永兴街道 (温州市)
永兴街道是中华人民共和国浙江省温州市龙湾区下辖的一个街道办事处。

## 行政区划
永兴街道下辖以下村级行政区划单位：
永兴社区、乐二村、沙园村、南桥北村、萼芳村、榕树下村、祠南村、乐一村、永乐村、永民村、大塘村、小塘村、下兴村、五溪村和水潭村。